# Yttre befruktning
Yttre befruktning innebär att befruktningen av ägget sker utanför kroppen som till exempel hos grodor och vissa fiskar. Med fiskar släpper de ut rom och mjölke i vattnet och så får äggen klara sig själva.